# 외스트폴선
외스트폴선(노르웨이어: Østfoldbanen)은 노르웨이 오슬로와 스웨덴 국경을 잇는 철도 노선으로, 폴로와 외스트폴 지역을 지난다. 지선으로 동부 지선(노르웨이어: Østre linje)이 있으며, 스키와 사르프스보리 사이를 운행한다. 1879년 스몰레네네 선(노르웨이어: Smaalenenebanen)으로 개통하였다.
영업 거리는 171km이며, 동부 지선은 54km이다. 오슬로 센트랄-모스까지는 복선이며, 전구간 전철화되어 있다. 여객 및 화물 둘 다 영업한다. 오슬로 통근 열차는 스키 역에도 운행하며, 일부 열차는 모스 역과 뮈센 역으로도 운행한다. 할렌 역 및 더 나아가서 스웨덴 예테보리로 운행하는 열차도 있다.

## 영업
오슬로 센트랄부터 스키 역까지는 1일 최대 222편성이 운행하며, 이 중 98편성이 모스, 36편성이 뮈센까지 운행한다. 오슬로 센트랄부터 모스까지는 복선이며, 나머지 구간은 단선이다. 대부분 열차가 본선으로 통과하므로, 동부 지선의 라케스타드 역 이남으로는 정기 열차가 없다.

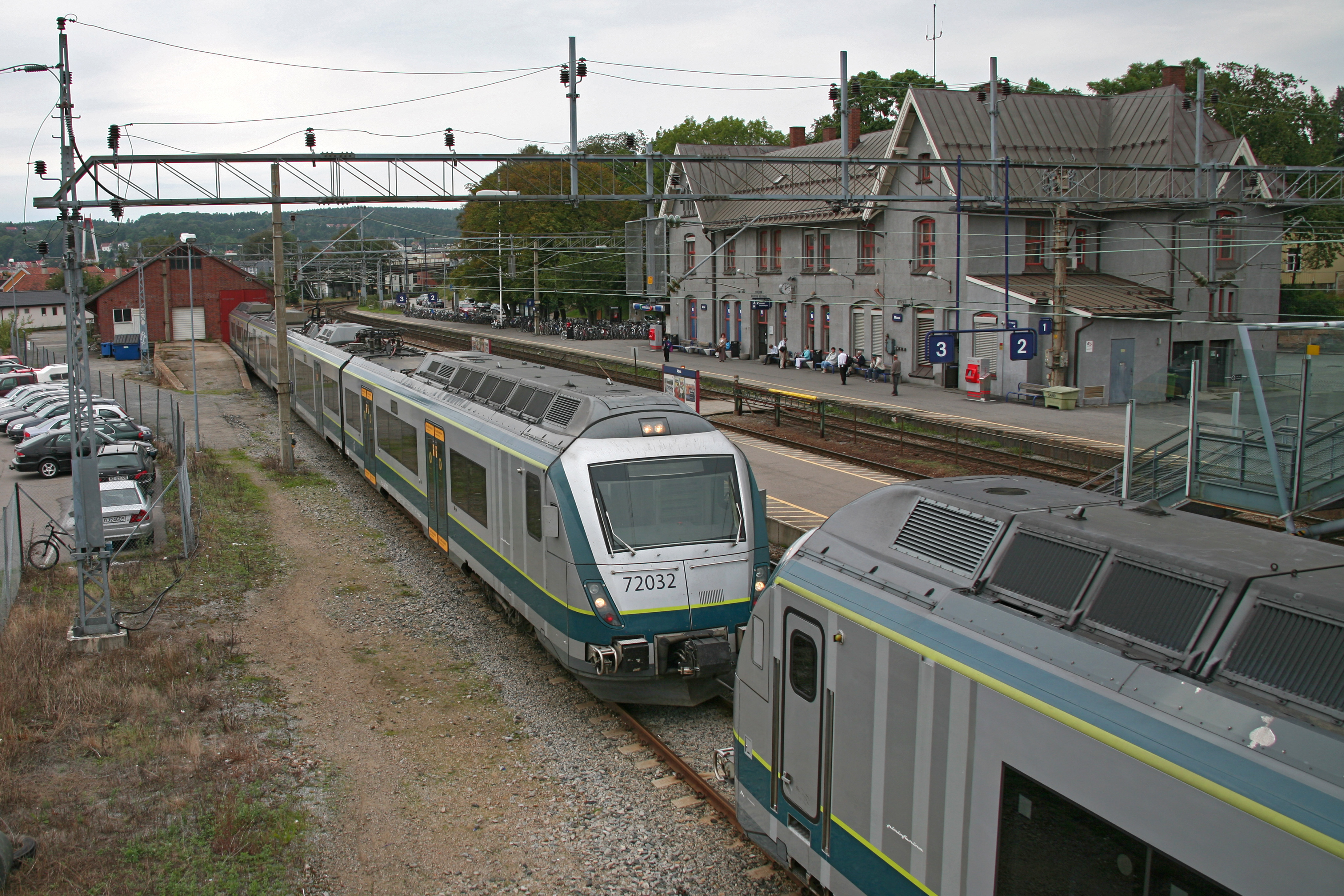
모스 역에 있는 NSB 72

오슬로 통근 열차의 500호선은 30분 간격으로 운행하며, 출퇴근 시간대의 오슬로-스키 추가 열차는 전역 정차한다. 오슬로 센트랄 역에서 스쾨옌 역까지 서쪽으로 계속 운행한다. 550호선은 1시간/2시간 간격으로 운행하며, 스키까지는 일부 역만 정차하며 모스로 계속 운행한다. 오슬로 센트랄 역에서 스피케스타드 역까지 서쪽으로 운행한다. 560호선은 동부 지선의 뮈센 역까지 운행하며, 출퇴근 시간대에는 라케스타드 역까지 연장 운행한다. 69, 72 전동차가 사용된다.
1시간 간격으로 지역 열차가 할렌으로 운행한다. 모스 이전에는 스키에만 정차하며, 모스 이남에는 전역 정차한다. 1일 3편성은 스웨덴 예테보리로 운행하며, 73b 전동차가 사용된다.
2009년 현재 오슬로-예테보리 구간에서는 버스보다 시간이 더 걸리고, 요금도 비싸며, 1일 3편성만 운행하기 때문에 경쟁력이 약하다. 도로 개선에 비해서 철도 개선에 많은 돈이 투자되지 않았다. 오슬로-프레데리크스타드와 트롤헤탄-예테보리 간의 구간 수요는 많지만, 전체 노선 수요는 적다.

## 역사

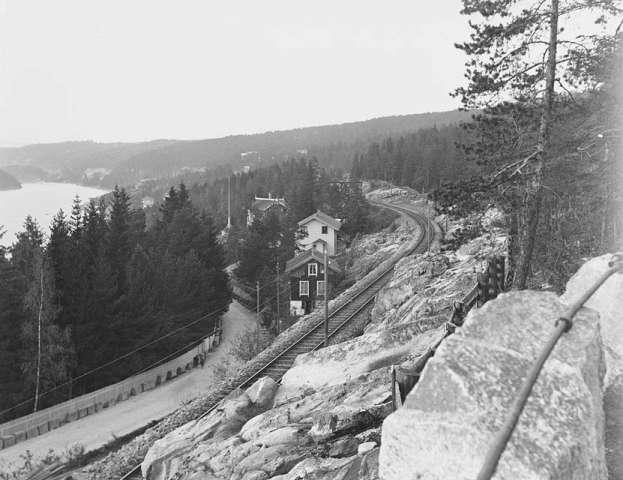
1880년대 외스트폴 선

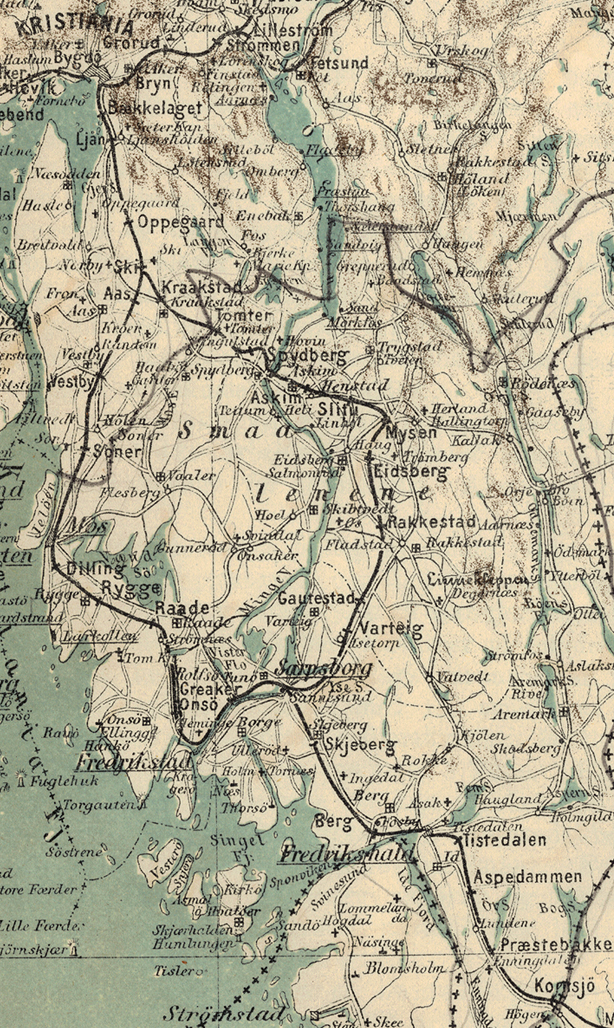
1884년 스몰레네네 선 지도

1879년 1월 2일 크리스티아니아(현 오슬로)부터 할렌까지의 외스트폴 선 첫 구간이 개통되었다. 할렌부터 코른셰의 스웨덴 국경까지는 7월 25일 개업하였다. 이후 달스란 선과 연결되어 예테보리까지 운행하였다. 동부 지선은 1982년 11월 24일 개통하였다.
오슬로-스키 구간은 1920년대와 1930년대에 복선화가 끝났다. 베케라예-리안 구간은 1924년 6월 1일, 오슬로 외스트-베케라예 구간은 1929년 5월 15일, 리안-콜보튼 구간은 1936년 12월 15일, 콜보튼-스키 구간은 1939년 5월 14일 개통하였다. 이후 전철화도 진행되어, 오슬로 외스트-리안 구간은 1936년, 나머지 구간은 1940년에 전철화가 완료되었다.

### 모스까지의 복선
1950년대에 스키와 모스 사이를 복선화하려는 계획이 있었으나 의회에서 거부당했다. 1980년대에는 노선의 노후화와 정시성 문제로 계획이 다시 떠올랐다. 베스트뷔 역에서는 문제가 심했으며, 초기 계획은 트베테르와 키엔에 새 신호장을 설치하고 다른 역의 진출입 용량을 늘이었다. 미래 수요에는 충분하지 않을 것이라고 판단하였고, 1985년 의회에서는 트베테르부터 키엔까지 복선을 건설하는 안을 통과시켰고, 1989년까지 완공하기로 했다.
NSB 측의 스키-모스간 완전 복선 건설 제안이 의회에서 받아들여졌고, 1988년 건설 우선 순위가 의회에서 통과되었다. 캄보 역 건설과 스키-트베테르 구간을 1993년까지 완공하고, 키엔-모스 간은 1996년 완공하기로 했다. 복선의 첫 구간인 트베테르부터 베스트뷔까지는 1989년 11월 30일 개통하였다. 1991년 계획이 변경되어 초기 구간은 트베테르부터 루스타드까지로 변경되어 유럽 도로 E6과 함께 철도를 건설하였다. 모스 시 의회와의 협의가 지연되어 복선 구간은 모스의 1.5 km 북쪽 산부크타에서 종료되었다.

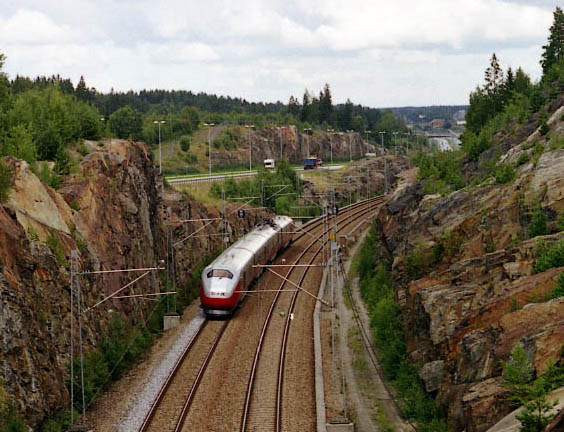
베스트뷔 남쪽의 신선을 통과하는 NSB 73

트베테르-키엔 간은 초기 건설 당시에는 용량 증대가 목적이었고, 시속 130 km 이상으로 증속할 계획이 없었다. 1992년 NSB에서는 시속 200km으로 증속하려고 하였기 때문에 트베테르-키엔간은 병목으로 남았다. 스키-트베테르와 캄보-산부크타 간의 시공을 바꿀 수 없었기 때문에 루스타드-스뫼르베크 간만 최고 속도 시속 200km로 건설되었다. 나머지 구간은 최고 속도 시속 160km이다. 전체 복선 구간은 1996년 10월 22일 개통하였다.
모스까지 진입하는 최종 구간은 지역 사회와 중앙 정부의 마찰로 건설되지 않았다. 중앙 정부 측에서는 터널을 건설하였을 경우 비용이 비싸지며, 지역 사회 분담 비율을 높여야 한다고 하였다. 모스 터널은 건설 계획에 포함되어 있지 않다.
2000년 6월 28일 뤼게 역 근처에 7 km 구간 복선 노선이 개업하였다. 이와 함께 역을 개선하고, 평면 교차 21개소를 제거하였다. 5백만 크로네의 예산을 투입하였고, 모스부터 프레데리크스타드 간의 시간을 7분 줄였다. 2007년부터 뤼게 역은 근처의 모스 공항을 연결하는 지점으로 사용되었다.

## 추가 개선

### 폴로 선
폴로 선은 오슬로-스키 간 22.5 km 고속철도로 계획되었다. 외스트폴 선과 평행으로 달리면서, 시속 200 km 영업이 가능해질 것이다. 기점과 종점은 오슬로 센트랄과 스키 역이며, 콜보튼 역을 통과할 예정이다. 2013년 착공하여 2018년 완공할 예정이다. 폴로 선이 완공되면 선로 용량을 3배 가까이 증가시킬 수 있으며, 급행 열차가 스키에서 오슬로로 오는 시간은 22분에서 11분으로 단축시킬 수 있다.
노선 계획은 1990년대 중반부터 시작되었다. 오슬로-스키 간이 최대의 병목이므로, 모스 이남의 선로 개선 이전에 선행되어야 한다. 폴로 선이 완공되면 과거 노선으로 더 많은 통근 열차를 운행할 수 있으며, 여객과 화물을 분리할 수 있다.

### 산부크타-모스-소스타드
산부크타와 소스타드 간의 복선은 2010년과 2019년 사이에 건설할 예정이다.

### 하우그-온쇠위
하우그-온쇠위 간 복선 12km는 프레데리크스타드 북쪽에 건설되며, 원래는 산부크타-소스타드 이전에 건설하기로 하였다. 도시간 경로는 복선화하며, 도시 안에서는 정차로 인해 느려지기 때문에 기존의 단선을 남겨 놓는 계획의 일부이다. 이후 계획은 복선 노선이 프레데리크스타드를 통과하지 않고 사르프스보리로 직행하는 안을 포암하고 있다. 그래서 산부크타-소스타드 구간이 먼저 건설될 예정이다.

### 고속화
외스트폴 선을 고속화하여 오슬로-예테보리 간 고속 운행을 가능하게 하는 제안도 있다. 현재의 스키-산부크타 구간과 폴로 선을 사용할 예정이다. 하지만 모스 남부(뤼게 근처 제외)의 노선을 모두 개선해야 한다. 완공되면 예테보리까지 운행 시간을 2시간 20분으로 줄일 수 있으며, 할렌까지의 지역 열차 역시 시간을 줄일 수 있다. 장기 계획에는 할렌 동쪽의 추가 노선 건설 계획이 없다.